# Henryk I (hrabia Schwerinu)

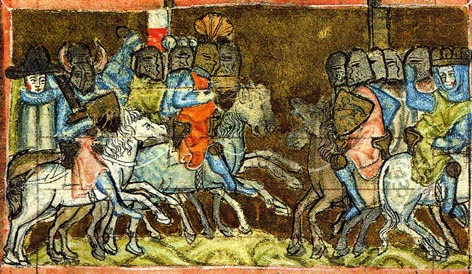
Bitwa pod Bornhöved na ilustracji z XIV-wiecznej kroniki

Henryk I zwany także Czarnym (ur. ok. 1155, zm. 17 lutego 1228) – hrabia Schwerinu.

## Życiorys
Henryk był jednym z młodszych synów Guncelina I oraz Ody. Guncelin należał do stronników Henryka Lwa i w nagrodę za swoje zasługi w walkach przeciwko Słowianom połabskim z plemienia Obodrytów w Meklemburgii został w 1166 roku obdarowany nowo utworzonym hrabstwem Schwerinu. Po śmierci ojca w 1185 roku i ustąpieniu starszego brata Helmolda I Henryk sprawował rządy w hrabstwie wspólnie z bratem Guncelinem II; czwarty brat, Herman, był biskupem Schwerinu. W międzyczasie zmieniła się sytuacja polityczna w regionie – upadła potęga Henryka Lwa, co wykorzystał król Danii Kanut VI, który podporządkował sobie Obodrytów, Ratzeburg i Holsztyn, a jego następca Waldemar II Zwycięski był już panem wszystkich ziem na północ od dolnej Łaby. W 1208 roku Waldemar pokonał Henryka i Guncelina i wyparł ich ze Schwerinu, pozwalając tam powrócić w 1214 roku jako swoim lennikom. Warunkiem było jednak wydanie córki Guncelina, Ody, za nieślubnego syna króla Waldemara, Mikołaja, hrabiego Hallandu, z połową hrabstwa jako wianem. Dania była już wówczas bałtycką potęgą, czemu sprzyjało poparcie, jakie otrzymała od króla Niemiec Fryderyka II – jego intencją było znalezienie sprzymierzeńca przeciwko swemu konkurentowi Ottonowi IV z Brunszwiku.
W 1221 roku, gdy Henryk brał udział w V wyprawie krzyżowej, zmarł jego brat Guncelin II. Waldemar II ponownie sięgnął po hrabstwo Schwerin, zagarniając jego połowę (z miastem Schwerin), stanowiącą wiano bratanicy Henryka Ody i oddając ją formalnie w ręce małoletniego Mikołaja, syna Ody. Po powrocie Henryk nie mógł pogodzić się z takim obrotem sprawy. Ponieważ rokowania z królem nie mogły przynieść skutku, Henryk powziął bardzo śmiały plan. Udał się wraz z kilkoma towarzyszami na wyspę Lyø, gdzie król Waldemar polował. W nocy z 6 na 7 maja 1223 roku porwał i wywiózł z wyspy króla wraz z jego najstarszym synem (także Waldemarem). Czyn ten odbił się bardzo szerokim echem w całej Europie.
Więźniowie byli trzymani w Dannenbergu. Sytuację chcieli wykorzystać cesarz Fryderyk II Hohenstauf i jego syn Henryk VII (z niepokojem obserwujący wzrost potęgi Waldemara), którzy obiecując Henrykowi sowite wynagrodzenie żądali uznania przez Waldemara zwierzchnictwa cesarskiego oraz zorganizowania przezeń wielkiej krucjaty. Pośrednikiem cesarskim w negocjacjach był wielki mistrz zakonu krzyżackiego Hermann von Salza. Latem 1224 roku zawarto nawet porozumienie na takich warunkach, jednak ostatecznie duńscy przedstawiciele je odrzucili. Więźniów wspierał rywal cesarski, papież Honoriusz III, grożąc Henrykowi ekskomuniką. Na początku 1225 r. duński namiestnik i hrabia Holsztynu, a zarazem siostrzeniec Waldemara Albrecht II z Orlamünde z pomocą innego siostrzeńca króla duńskiego Ottona I z Lüneburga, próbował rozwiązać problem siłowo, jednak jego wojska zostały rozbite przez koalicję książąt północnoniemieckich (Henryk zawarł wówczas przymierze m.in. z hrabią Holsztynu Adolfem IV, arcybiskupem Bremy Gerardem z Lippe i księciem Meklemburgii Henrykiem Borwinem) w bitwie pod Mölln, a Albrecht z Orlamünde stał się kolejnym więźniem; do wcześniejszych żądań wobec Waldemara doszły zaś teraz roszczenia sprzymierzeńców Henryka (m.in. zwrot Holsztynu Adolfowi IV, którego ojciec został usunięty stamtąd przez Duńczyków).
Duńczycy zrozumieli, że jedynie polityczne i finansowe ustępstwa doprowadzą do uwolnienia króla; negocjacje były prowadzone teraz bezpośrednio z hrabią Henrykiem, który kładł nacisk na interesy książąt północnoniemieckich, a nie cesarza. 17 listopada 1225 roku przyparty do muru Waldemar zawarł bardzo niekorzystny dla siebie układ, na mocy którego oddał wszystkie ziemie na południe od rzeki Eider (Meklemburgię i Holsztyn), z wyjątkiem Rugii. Ponadto miał zapłacić wysoki okup (44 tys. srebrnych marek w trzech ratach) i zapewnić wolny handel miastom północnoniemieckim. 25 grudnia 1225 roku król Waldemar został uwolniony, zaś w kwietniu 1226 roku jego najstarszy syn.
Gdy tylko Waldemar odzyskał wolność zaczął organizować wyprawę odwetową w celu odzyskania utraconych ziemi i pozycji. Uzyskał od papieża unieważnienie swoich wcześniejszych zobowiązań i ruszył na Holsztyn. 22 lipca 1227 r. doszło do bitwy pod Bornhöved, w której król duński został ostatecznie pokonany przez koalicję książąt i miast północnoniemieckich pod wodzą hrabiego Holsztynu, w której uczestniczył także Henryk Czarny. Do niewoli dostał się Otto z Lüneburga; ranny w oko Waldemar uciekł, lecz musiał potwierdzić postanowienia układu z 1225 roku. Klęska ta oznaczała ostateczny koniec panowania duńskiego nad południowym wybrzeżem Bałtyku.
Żoną Henryka była Audacja Małgorzata, z linii Piastów wielkopolskich (według starszej literatury przedmiotu, z rodu książąt pomorskich). Mieli kilkoro dzieci, m.in. następcę ojca Guncelina III.